# الأرخبيل على النار
الأرخبيل على النار (بالفرنسية: L'Archipel en feu)‏، (بالإنجليزية: The Archipelago on Fire)‏ هي رواية من تأليف الروائي جول فيرن صدرت عام 1884. أخذت هذه الرواية مكانة خلال حرب الاستقلال اليونانية.

## روابط خارجية
- كتاب مجاني: L’Archipel en feu على مشروع غوتنبرغ (بالفرنسية)